# District d'Arles
Le district d'Arles est une ancienne division territoriale française du département des Bouches-du-Rhône de 1790 à 1795.
Il était composé des cantons de Arles, Fontvieille, Fos et Notre Dame-de-la-Mer.